# Дастар

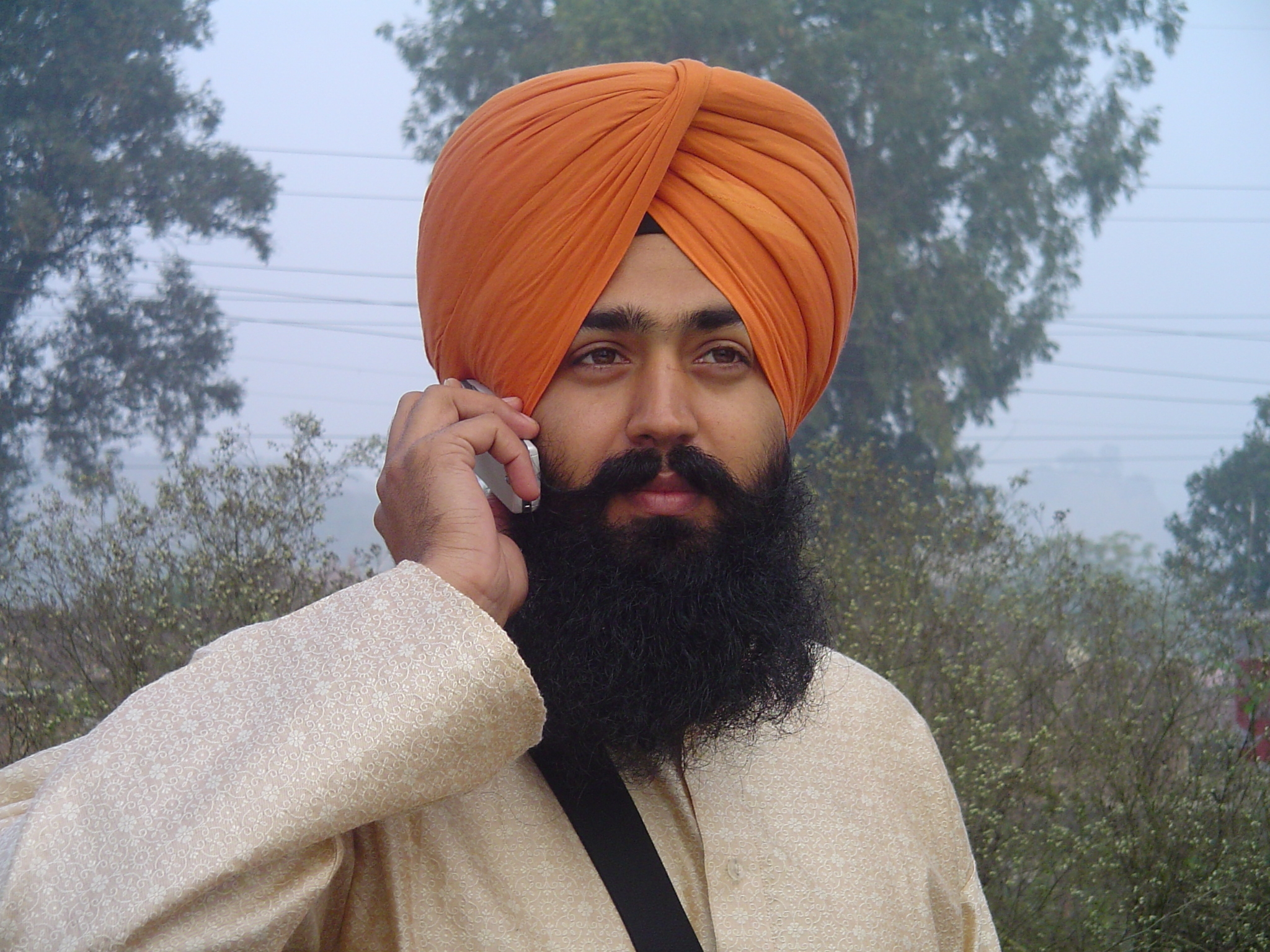
Сикх с дастаром на голове

Даста́р (в.-пандж. ਦਸਤਾਰ, dastār) — обязательный головной убор сикхов в форме тюрбана. Дастар является важной частью сикхизма и тесно ассоциируется с этой религией. Сикхи считают дастар священным предметом, который символизирует честь, самоуважение, храбрость, духовность и верность долгу. Носится в основном мужчинами.